# Geordie Shore
Geordie Shore es un programa de telerrealidad británico transmitido por MTV de Reino Unido e Irlanda que sigue la vida cotidiana de un grupo de jóvenes que pasan el verano viviendo juntos en la costa de Newcastle upon Tyne y South Shields. Es la adaptación británica del programa de telerrealidad estadounidense Jersey Shore.
El primer episodio se emitió el 24 de mayo de 2011. Geordie Shore es la primera adaptación oficial de la versión estadounidense. En la primera temporada, la casa estaba ubicada en Jesmond, un suburbio de Newcastle. Desde la segunda temporada, el programa ha utilizado una casa en el Oceana Business Park en Wallsend.

## Temporadas
| Año  | Temporadas   | Ubicación                                        | Episodios |
| ---- | ------------ | ------------------------------------------------ | --------- |
| 2011 | Temporada 1  | Newcastle                                        | 8         |
| 2011 | L. M         | Magaluf                                          | 2         |
| 2012 | Temporada 2  | Newcastle                                        | 10        |
| 2012 | Temporada 3  | Cancún                                           | 10        |
| 2012 | Temporada 4  | Newcastle                                        | 8         |
| 2013 | Temporada 5  | Newcastle, Ámsterdam, Barcelona, Prague & Tignes | 9         |
| 2013 | Temporada 6  | Sídney                                           | 8         |
| 2013 | Temporada 7  | Newcastle                                        | 6         |
| 2014 | Temporada 8  | Newcastle                                        | 8         |
| 2014 | Temporada 9  | Newcastle, París & Somerset                      | 8         |
| 2015 | Temporada 10 | Newcastle                                        | 8         |
| 2015 | Temporada 11 | Zante, Malia, Miconos, Ios & Atenas              | 10        |
| 2016 | Temporada 12 | Newcastle                                        | 8         |
| 2016 | G. B. C      | Newcastle                                        | 6         |
| 2016 | Temporada 13 | Ayia Napa, Corfu, Kavo, Ibiza & Magaluf          | 10        |
| 2017 | Temporada 14 | Newcastle & Tignes                               | 12        |
| 2017 | Temporada 15 | Newcastle & Roma                                 | 9         |
| 2018 | Temporada 16 | Newcastle                                        | 10        |
| 2018 | Temporada 17 | Queensland & Gold Coast                          | 12        |
| 2018 | Temporada 18 | Newcastle & Benidorm                             | 10        |
| 2019 | Temporada 19 | Newcastle                                        | 10        |
| 2019 | Temporada 20 | Newcastle & Algarve                              | 10        |
| 2020 | Temporada 21 | Newcastle                                        | 8         |
| 2021 | Temporada 22 | Newcastle                                        | 10        |
| 2022 | Temporada 23 | Newcastle, Algarve & Ibiza                       | 10        |
| 2024 | Temporada 24 | Newcastle & Chipre                               | 10        |
| 2025 | Temporada 25 | Ko Samui                                         | 10        |
| –    | Temporada 26 | Lisboa                                           | –         |

### Temporada 1 (2011)
La primera temporada del programa comenzó a emitirse el 24 de mayo de 2011 y concluyó el 28 de junio de 2011, que consta de seis episodios. Luego fue seguido por un espectáculo de reunión organizado por Russell Kane donde el elenco discutió la serie frente a una audiencia. Este episodio se emitió el 5 de julio de 2011, y fue seguido por un especial de Best Bits que contó los mejores momentos de la primera serie en un episodio emitido el 12 de julio de 2011. La serie incluyó la relación turbulenta de Holly (quien entró a la casa tres días tarde) y Dan llegando a su fin, el comienzo de la relación en curso de Gaz y Charlotte, y la relación difícil de Jay y Vicky.   En junio de 2011, se anunciaron dos especiales de verano con sede en Magaluf . Estos episodios se transmitieron del 23 de agosto de 2011 al 30 de agosto de 2011. La primera temporada fue ampliamente promocionada antes de su lanzamiento, y después de su éxito, hubo un especial: "Locura en Mallorca", grabado en Mallorca, España, dividido en dos partes. Esta fue la única serie que presentó a Greg Lake.

### Temporada 2 (2012)
La segunda temporada del programa comenzó a emitirse el 31 de enero de 2012  y concluyó el 20 de marzo de 2012, grabada en Cancún, México, consta de ocho episodios. Al igual que la primera serie, esta serie incluyó un especial de reunión y un episodio especial de Best Bits. La serie se confirmó el 15 de agosto de 2011 cuando Geordie Shore fue readmitido para una segunda temporada extendida de ocho episodios. Después de los especiales de Magaluf, Greg Lake anunció que dejaría el programa. Rebecca Walker y Ricci Guarnaccio fueron elegidos como reemplazos. La serie presentó la relación difícil de Sophie y Joel llegando a su fin, Vicky se debate entre su novio Dan y el nuevo miembro del reparto Ricci, Charlotte admitió que finalmente había tenido suficiente de ver a Gaz con otras chicas, y el comienzo de Holly y James. Para la serie dos, el elenco se mudó de su hogar en Jesmond a una nueva casa en un almacén convertido en las afueras de la ciudad.

### Temporada 3 (2012)
La tercera temporada del programa comenzó a emitirse el 26 de junio de 2012 y concluyó el 14 de agosto de 2012, que consta de ocho episodios. Después de la serie de episodios, se emitieron dos episodios de Best Bits contando los 10 mejores momentos de la serie. La serie 3 comenzó a filmarse a principios de marzo y se emitió en MTV en junio, luego fue confirmada por el miembro del elenco Gary Beadle a través de Twitter. Por lo tanto, la serie también se conoce como Caos en Cancún. Esta es la última serie que incluye a los miembros del reparto Rebecca Walker y Jay Gardnerl. Esta serie presentó la relación de Vicky y Ricci en las rocas antes de que finalmente se comprometieron, Holly y James cada vez más cerca cuando James se rompió la pierna, y más disputas y coqueteo entre Gaz y Charlotte.

### Temporada 4 (2012)
La cuarta temporada del programa comenzó a emitirse el 6 de noviembre de 2012 y concluyó el 18 de diciembre de 2012, que consta de ocho episodios. Por primera vez en esta serie no hubo episodios especiales contando las mejores partes. Esta fue la primera serie en presentar a los nuevos miembros del reparto Daniel Thomas-Tuck y Scott Timlin. La serie incluyó los continuos argumentos de Vicky y Ricci que continuaron hasta el punto de suspender temporalmente el compromiso, James dejó a Holly angustiada por el anuncio de que tenía novia, y una gran pelea entre Vicky y Sophie que dividió toda la casa. Durante la serie, el 11 de noviembre de 2012, el elenco hizo apariciones especiales durante los MTV Europe Music Awards 2012, donde presentaron el premio al Mejor Hombre, que ganó Justin Bieber.

### Temporada 5 (2013)
La quinta temporada del programa comenzó a emitirse el 19 de febrero de 2013 y concluyó el 16 de abril de 2013, que consta de ocho episodios. La serie fue seguida por otro episodio de Best Bits que se emitió el 16 de abril de 2013. La serie se confirmó el 10 de enero de 2013 cuando MTV anunció que la quinta serie de Geordie Shore seguiría al elenco en varios lugares de Europa, incluidos Ámsterdam, Barcelona, Praga y Tignes . La filmación comenzó el 14 de noviembre de 2012, según lo confirmado por varios miembros del elenco en Twitter, y concluyó en diciembre. Esta fue la última temporada en incluir a Daniel Thomas-Tuck y Ricci Guarnaccio.

### Temporada 6 (2013)
La sexta temporada del programa comenzó a emitirse el 9 de julio de 2013 y concluyó el 27 de agosto de 2013, que consta de ocho episodios. La serie se anunció oficialmente el 25 de febrero de 2013 cuando se reveló que la serie se ubicaría en Sídney y se emitiría en el verano de 2013. La filmación de esta serie comenzó el 2 de abril, según lo confirmado por el miembro del reparto Gaz en Twitter. Sin embargo, Charlotte estuvo ausente desde el comienzo de la filmación y se unió al elenco restante el 7 de abril. Jay Gardner regresó a la serie, sin embargo dejó la serie inmediatamente por motivos personales. Durante la serie, Charlotte ingresó a la casa Celebrity Big Brother para competir en la temporada 12 espectáculo y finalmente ganó el 14 de septiembre de 2013.

### Temporada 7 (2013)
La séptima temporada del programa comenzó a emitirse el 17 de septiembre de 2013 y concluyó el 22 de octubre de 2013, que consta de seis episodios.  Holly y Vicky fueron arrestadas por asalto durante el rodaje. El 12 de julio de 2013, Sophie fue expulsada del programa después de exhibir un comportamiento ofensivo la misma noche en que Holly y Vicky fueron arrestadas. Holly Hagan fue despedida el 21 de agosto de 2013. Marnie Simpson, la prima de Sophie, se unió al programa para esta temporada. Jay Gardner hizo otro breve regreso.

### Temporada 8 (2014)
La octava temporada del programa comenzó a emitirse el 22 de julio de 2014 y concluyó el 9 de septiembre de 2014, que consta de ocho episodios. La serie se confirmó el 22 de octubre de 2013 cuando Holly Hagan indicó que la Temporada 7 no era la última y que se filmaría otra. La filmación comenzó para la serie el 25 de marzo de 2014, y contó con dos nuevos miembros del reparto, Aaron Chalmers y Kyle Christie quien llegó más tarde. Durante la serie, Ricci entró en la casa de Celebrity Big Brother para participar en la temporada 14. Antes de la serie, en 2014, Charlotte Crosby consiguió su propia serie de televisión "Las Experiencias de Charlotte Crosby", que se transmitió por TLC. También se reveló que Vicky Pattison se había unido al elenco de Ex on the Beach. Más tarde se le unió Ricci Guarnaccio.

### Temporada 9 (2014)
La novena temporada del programa comenzó a emitirse el 28 de octubre de 2014 y concluyó el 16 de diciembre de 2014, que consta de ocho episodios. El 15 de mayo de 2014, Gaz Beadle confirmó que la novena serie se filmaría en julio de 2014 e insinuó que estaba en el extranjero. Sin embargo, la serie permaneció en Newcastle. Un nuevo tráiler confirmó que Vicky Pattison estaría a cargo, asumiendo el papel de ''Queen V'' a su regreso. El 28 de octubre de 2014, antes del estreno, Vicky anunció que esta serie sería la última.

### Temporada 10 (2015)
La décima temporada del programa comenzó a emitirse el 7 de abril de 2015 y concluyó el 26 de mayo de 2015, que consta de ocho episodios. La serie del programa también se confirmó el 1 de noviembre de 2014 cuando Gary Beadle reveló que la filmación había comenzado. El 17 de noviembre de 2014, MTV anunció que la décima serie sería la última en presentar de James Tindale. La décima serie agregó dos nuevos miembros del reparto, Chloe Ferry y Nathan Henry.

### Temporada 11 (2015)
La undécima temporada se anunció el 23 de mayo de 2015 cuando MTV renovó el programa para otras tres futuras temporadas. El espectáculo comenzó el 20 de octubre de 2015 y concluyó el 22 de diciembre de 2015. Fue filmada en Grecia, Zante, Malia, Santorini, Mykonos y Atenas. Después de contar con 10 episodios, fue la temporada más larga hasta la  decimocuarta temporada. El miembro del reparto Kyle Christie abandonó el programa.

### Temporada 12 (2016)
La decimosegunda temporada se filmó entre octubre y noviembre de 2015 y comenzó a emitirse el 15 de marzo de 2016. Fue la primera serie que incluyó a los nuevos miembros del reparto Chantelle Connelly y Marty McKenna, quien había aparecido previamente en la tercera temporada de Ex on the Beach. Marnie Simpson se incorporó más tarde después de abandonar el programa durante la temporada anterior.

### Temporada 13 (2016)
La decimotercera temporada se filmó en junio y julio de 2016 y se estrenó el 25 de octubre de 2016. Presentó los breves regresos de los antiguos miembros del reparto Sophie Kasaei y Kyle Christie. Esta serie fue filmada en varias islas, Kavos , Ibiza y Magaluf. El 1 de junio de 2016, la miembro del rearto original Charlotte Crosby abandonó el programa después del especial Gran Batalla de Cumpleaños. El 27 de septiembre de 2016, Chantelle Connelly abandonó el programa. También se anunció más tarde que esta sería la última temporada en incluir a Holly Hagan después de dejar la casa junto con Kyle Christie durante el episodio final.

### Temporada 14 (2017)
La decimocuarta temporada se confirmó el 31 de octubre de 2016 cuando Scotty T anunció que se tomaría un descanso de la serie para centrarse en otros compromisos. La serie se filmó en noviembre de 2016 y comenzó a emitirse el 28 de marzo de 2017. Presentó por primera vez a ocho nuevos miembros del reparto Abbie Holborn, Billy Phillips, Chelsea Barber, Elettra Lamborghini, Eve Shannon, Samuel Bentham, Sarah Goodhart de Ex on the beach como la exnovia del actual miembro del reparto Marty (antes de unirse a Geordie Shore) y Zahida Allen de Ex on the Beach 6.

### Temporada 15 (2017)
La decimoquinta temporada se confirmó el 8 de agosto de 2017 cuando se lanzó una promo. La serie comenzó el 29 de agosto de 2017, y concluyó después de nueve episodios el 17 de octubre de 2017. Esta fue la última temporada en presentar a Scotty T y Marty McKenna después de que ambos fueron expulsados del programa. Después de las grabaciones Gaz Beadle tomó la decisión de renunciar. La serie también presentó el breve regreso de Elettra Lamborghini, cuando el elenco visitó Roma. También presenta a Aaron Chalmers participando en su primera pelea de MMA en Birmingham. El antiguo miembro del reparto James Tindale hizo un breve regreso durante el octavo episodio.

### Temporada 16 (2018)
La decimosexta temporada se filmó en septiembre de 2017 y comenzó el 9 de enero de 2018, y concluyó después de diez episodios el 13 de marzo de 2018. Los nuevos miembros del reparto fueron Sam Gowland, que había aparecido previamente en la tercera temporada de Love Island, y Stephanie Snowdon quién fue expulsada del programa después de finalizar el rodaje. Los miembros del reparto Aaron Chalmers y Marnie Simpson anunciaron que no regresarían para la próxima temporada.

### Temporada 17 (2018)
La decimoséptima temporada del programa se filmó en febrero de 2018 y comenzó el 15 de mayo de 2018. Se filmó en Gold Coast, Australia.. Incluye a cinco nuevos miembros del reparto Grant Molloy y cuatro australianos: Alexander MacPherson, Nick Murdoch, Dee Nguyen y Chrysten Zenoni. Después de que Molloy y Zenoni abandonaran el programa, la miembro del reparto original Holly Hagan y otro nuevo miembro del reparto Adam Guthrie, se unieron al programa.

### Temporada 18 (2018)
La decimoctava temporada del programa se filmó en julio de 2018 y comenzó a emitirse el 16 de octubre de 2018. Incluye a la nueva miembro del reparto Faith Mullen, la cual no regresó para la siguiente temporada. Alexander MacPherson regresó al programa luego de aparecer por última vez durante de la temporada anterior. Los antiguos miembros del elenco James Tindale y con Kyle Christie hicieron una breve aparición. Scott Timlin regresó como Jefe.

### Temporada 19 (2019)
La decimonovena temporada del programa se confirmó en enero de 2019 cuando se anunció que la filmación ya había comenzado. Comenzó a emitirse en marzo de 2019. Abbie Holborn y Adam Guthrie quienes abandonaron el programa después de la temporada anterior aparecieron de forma recurrente. También incluyó a cuatro nuevos miembros del reparto Beau Brennan, Tahlia Chung, Bethan Kershaw y Natalie Phillips, esta última pariente del antiguo miembro del reparto Billy Phillips. Alexander MacPherson regresó por segunda vez al programa luego de aparecer por última durante la temporada anterior. Aaron Chalmers hizo una breve aparición. Esta fue la última temporada en presentar a Alexander MacPherson y Scott Timlin, además de las miembros del reparto original Holly Hagan y Sophie Kasei.

### Temporada 20 (2019)
La vigésima temporada del programa comenzó a emitirse el 29 de octubre de 2019. Presenta el regreso del miembro del reparto original James Tindale y Abbie Holburn. Adam Guthrie volvió a apearecer de manera recurrente. Esta fue la última serie en presentar a Sam Gowland y Tahlia Chung.

### Temporada 21 (2020)
La vigesimoprimera temporada del programa comenzó a filmarse en octubre de 2019. Estaba prevista para ser estrenada en abril del 2020, pero debido a la pandemia de COVID-19, la producción se detuvo por las restricciones puestas por el gobierno del Reino Unido, país en donde se lleva a cabo la serie. El 13 de julio MTV UK confirmó la fecha de estreno para el 28 de julio de 2020. Nathalie Phillips abandono el programa durante las grabaciones de este. Se confirma que la estrella de The X Factor y Celebrity Big Brother, Amelia Lily, junto a Anthony Kennedy jugador de la MMA, y Louis Shaw de TLorTL? se unieron al reparto.

### Temporada 22 (2021)
La vigesimosegunda temporada se filmó en junio de 2021 en Newcastle y se estrenó el 5 de octubre de 2021. Esta temporada pasa a ser renombrada como Geordie Shore: Hot Single Summer. El anuncio de esta temporada reemplaza el décimo aniversario del programa el cual Inicialmente iba a ser filmado a finales de 2020 y luego a principios de 2021 en Colombia, y contaría con el regreso de antiguos miembros del reparto, sin embargo la producción tuvo que volver a posponerla debido a la pandemia de COVID-19 y a las continuas restricciones del gobierno del Reino Unido. Debido al COVID-19 el elenco tuvo que estar en cuarentena durante diez días antes de que comenzara la filmación. La serie marca el regreso del exmiembro del reparto Marty McKenna, quien fue despedido durante la decimoquinta temporada. Como parte del nuevo formato del programa, una gran cantidad de novatos ingresaron para crear lazos amorosos con el reparto; aquellos que no lograron cometer su objetivo tuvieron que abandonar el programa.

### Temporada 23 (2022)
El 23 de agosto de 2022, MTV anunció por primera vez Geordie Shore: The Reunion Series, y se estrenó el 20 de septiembre de 2022. Este especial comenzó a filmarse en abril de 2022 después de retrasarse varias veces desde 2020 debido a la pandemia de COVID-19. MTV reunió a los miembros originales del elenco Charlotte Crosby, Holly Hagan, James Tindale, Jay Gardner y Sophie Kasaei  casi 11 años después de filmar la primera temporada. 
Este especial de reunión de diez años también contó con el regreso de los veteranos Ricci Guarnaccio, Marnie Simpson, Kyle Christie y Aaron Chalmers, además de Chantelle Connelly y Zahida Allen, mientras Scott Timlin y el miembro del reparto original Greg Lake hicieron un breve regreso. 
Casey Johnson y Jacob Blyth (los esposos de Marnie y Holly) fueron incluidos como parte del elenco recurrente. Los antiguos miembros del reparto Faith Mullen, Tahlia Chung, Natalie Phillips, Stephanie Snowdon y el miembro original del reparto Greg Lake también hicieron apariciones especiales, junto con los novatos de Hot Single Summer: Devon Nathaniel Reid, Jade Affleck, Harrison Campbell, Ruby Torre, Jay Baker y Roxy Johnson. 

### Temporada 24 (2024)
La vigesimocuarta temporada fue confirmada el 6 de diciembre de 2023, y comenzó a transmitirse el 9 de enero de 2024. Después de la última temporada, el elenco original se reunió nuevamente en una mansión en Chipre. Bethan Kershaw, Amelia Lily , Anthony Kennedy y Louis Shan no regresaron al programa después de la temporada anterior. 
Como en la temporada The Reunion Series, el elenco se muestra con sus parejas e hijos. También presenta de forma recurrente a Casey Johnson, Jacob Blyth, Jake Andrich, Jordan Brook de TOWIE y Vicky Turner, las parejas románticas de Marnie, Holly, Charlotte, Sophie y Kyle respectivamente. Sam Gowland hizo una breve aparición en el programa.

### Temporada 25 (2025)
La vigesimoquinta temporada se estrenó el 7 de enero de 2025. El rodaje inició en mayo de 2024 en el complejo W Koh Samui, en la isla Ko Samui, Tailandia. Charlotte Crosby anunció su salida del programa durante la temporada anterior. Antes del estreno se confirmó el regreso de Scott Timlin, Presenta nuevamente de manera recurrente a Casey Johnson, Jordan Brook, Leah Bowley y Vicky Turner, las parejas románticas de Marnie, Sophie, James y Kyle respectivamente.

### Temporada 26 (2026)
La vigesimosexta temporada fue filmada en mayo de 2025 en Lisboa, Portugal. Cuenta con el regreso de Gary Beadle Y Aaron Chalmers. Presenta nuevamente de manera recurrente a Jordan Brook, Leah Bowley y Vicky Turner, las parejas románticas de Sophie, James y Kyle respectivamente.

## Especiales
Geordie Shore: Locura en Mallorca: (en su idioma original Magaluf Madness) Es la primera temporada especial emitida del 23 de agosto al 30 de agosto de 2011 contando con dos episodios. El elenco de la primera temporada se reunió en Magaluf, España para unas breves vacaciones que fue dividida en dos episodios.
Geordie Shore: Sus Viajes: (en su idioma original Their Journeys) Fue emitido el 13 de enero y 14 de enero de 2016 durante dos episodios. El elenco del pasado y el presente del programa se reunió para discutir sobre su estadía y lo que han logrado desde que dejaron el programa. Contó con la participación de Aaron Chalmers, Charlotte Crosby, Gary Beadle, Holly Hagan, James Tindale, Kyle Christie, Marnie Simpson y Vicky Pattison.
Geordie Shore: Gran Batalla de Cumpleaños: (en su idioma original Big Birthday Battle) Es la segunda temporada especial. Anunciada por MTV el 12 de febrero de 2016, los miembros del reparto, pasados y presentes, se reunieron para celebrar los cinco años del espectáculo. La serie estuvo dividida en seis episodios y comenzó el 10 de mayo de 2016. Todos los miembros del elenco de la duodécima temporada aparecieron en este especial, así como los antiguos miembros del reparto Daniel Thomas-Tuck, James Tindale, Jay Gardner, Kyle Christie, Ricci Guarnaccio y Sophie Kasaei. También cuenta con el episodio número 100 del programa.
Geordie Shore: Porque los Amamos: (en su idioma original Why Aye Love You) Fue transmitido desde el 12 de julio al 26 de julio de 2016. Cuenta con la participación de Aaron Chalmers, Chantelle Connelly, Charlotte Crosby, Chloe Ferry, Gary Beadle, Holly Hagan, James Tindale, Marty McKenna, Nathan Henry, Scott Timlin y Sophie Kasaei.
Geordie Shore: Sus Historias: (en su idioma original Their Story) Es el quinto especial anunciado el 8 de septiembre de 2020. Se estrenó el 22 de septiembre. En esta Aaron Chalmers, Abbie Holborn, Charlotte Crosby, Chloe Ferry, Gaz Beadle, Holly Hagan, James Tindale, Marnie Simpson, Nathan Henry y Sophie Kasaei cuentan sus historias antes y experiencias de haber participado en Geordie Shore. Bethan Kershaw apareció durante el quinto episodio.
Geordie Shore: Los Geordies Reaccionan: (en su idioma original The Geordies React) Fue una serie de nueve episodios publicados vía streaming en la página de YouTube de MTV UK. Contó con la participación de Abbie Holborn, Adam Guthrie, Bethan Kershaw, Charotte Crosby, Chloe Ferry, James Tindale, Natalie Phillips, Sophie Ksei y Tahlia Chung.
Geordie Shore: 10 años de fiesta: (en su idioma original Ten Years On The Toon) Este especial de dos episodios fue anunciado el 11 de mayo de 2021 y se estrenó un poco después el 25 de mayo, la misma fecha en el que el programa se estrenó, esto en conmemoración al décimo aniversario de Geordie Shore. Contó con la participación de Charlotte Crosby, Chloe Ferry, James Tindale y Nathan Henry.

## Reparto
Para la aparición del reparto a lo largo del programa, busque Aparición del reparto durante los episodios.
| Miembros del reparto                    | Temporadas                    | Temporadas                    | Temporadas                    | Temporadas                    | Temporadas                    | Temporadas                    | Temporadas                    | Temporadas                    | Temporadas                    | Temporadas                    | Temporadas                    | Temporadas                    | Temporadas                    | Temporadas                    | Temporadas                    | Temporadas                    | Temporadas                    | Temporadas                    | Temporadas                    | Temporadas                    | Temporadas                    | Temporadas                    | Temporadas                    | Temporadas                    | Temporadas                    | Temporadas                    | Temporadas                    |
| Miembros del reparto                    | 1                             | LM                            | 2                             | 3                             | 4                             | 5                             | 6                             | 7                             | 8                             | 9                             | 10                            | 11                            | 12                            | GBC                           | 13                            | 14                            | 15                            | 16                            | 17                            | 18                            | 19                            | 20                            | 21                            | 22                            | 23                            | 24                            | 25                            |
| Actuales miembros del reparto           | Actuales miembros del reparto | Actuales miembros del reparto | Actuales miembros del reparto | Actuales miembros del reparto | Actuales miembros del reparto | Actuales miembros del reparto | Actuales miembros del reparto | Actuales miembros del reparto | Actuales miembros del reparto | Actuales miembros del reparto | Actuales miembros del reparto | Actuales miembros del reparto | Actuales miembros del reparto | Actuales miembros del reparto | Actuales miembros del reparto | Actuales miembros del reparto | Actuales miembros del reparto | Actuales miembros del reparto | Actuales miembros del reparto | Actuales miembros del reparto | Actuales miembros del reparto | Actuales miembros del reparto | Actuales miembros del reparto | Actuales miembros del reparto | Actuales miembros del reparto | Actuales miembros del reparto | Actuales miembros del reparto |
| --------------------------------------- | ----------------------------- | ----------------------------- | ----------------------------- | ----------------------------- | ----------------------------- | ----------------------------- | ----------------------------- | ----------------------------- | ----------------------------- | ----------------------------- | ----------------------------- | ----------------------------- | ----------------------------- | ----------------------------- | ----------------------------- | ----------------------------- | ----------------------------- | ----------------------------- | ----------------------------- | ----------------------------- | ----------------------------- | ----------------------------- | ----------------------------- | ----------------------------- | ----------------------------- | ----------------------------- | ----------------------------- |
| Holly Hagan                             |                               |                               |                               |                               |                               |                               |                               |                               |                               |                               |                               |                               |                               |                               |                               |                               |                               |                               |                               |                               |                               |                               |                               |                               |                               |                               |                               |
| James Tindale                           |                               |                               |                               |                               |                               |                               |                               |                               |                               |                               |                               |                               |                               |                               |                               |                               |                               |                               |                               |                               |                               |                               |                               |                               |                               |                               |                               |
| Jason "Jay" Gardner                     |                               |                               |                               |                               |                               |                               |                               |                               |                               |                               |                               |                               |                               |                               |                               |                               |                               |                               |                               |                               |                               |                               |                               |                               |                               |                               |                               |
| Sophie Kasaei                           |                               |                               |                               |                               |                               |                               |                               |                               |                               |                               |                               |                               |                               |                               |                               |                               |                               |                               |                               |                               |                               |                               |                               |                               |                               |                               |                               |
| Ricci Guarnaccio                        |                               |                               |                               |                               |                               |                               |                               |                               |                               |                               |                               |                               |                               |                               |                               |                               |                               |                               |                               |                               |                               |                               |                               |                               |                               |                               |                               |
| Marnie Simpson                          |                               |                               |                               |                               |                               |                               |                               |                               |                               |                               |                               |                               |                               |                               |                               |                               |                               |                               |                               |                               |                               |                               |                               |                               |                               |                               |                               |
| Kyle Christie                           |                               |                               |                               |                               |                               |                               |                               |                               |                               |                               |                               |                               |                               |                               |                               |                               |                               |                               |                               |                               |                               |                               |                               |                               |                               |                               |                               |
| Chloe Ferry                             |                               |                               |                               |                               |                               |                               |                               |                               |                               |                               |                               |                               |                               |                               |                               |                               |                               |                               |                               |                               |                               |                               |                               |                               |                               |                               |                               |
| Nathan Henry                            |                               |                               |                               |                               |                               |                               |                               |                               |                               |                               |                               |                               |                               |                               |                               |                               |                               |                               |                               |                               |                               |                               |                               |                               |                               |                               |                               |
| Chantelle Connelly                      |                               |                               |                               |                               |                               |                               |                               |                               |                               |                               |                               |                               |                               |                               |                               |                               |                               |                               |                               |                               |                               |                               |                               |                               |                               |                               |                               |
| Abbie Holborn                           |                               |                               |                               |                               |                               |                               |                               |                               |                               |                               |                               |                               |                               |                               |                               |                               |                               |                               |                               |                               |                               |                               |                               |                               |                               |                               |                               |
| Antiguos miembros del reparto principal |                               |                               |                               |                               |                               |                               |                               |                               |                               |                               |                               |                               |                               |                               |                               |                               |                               |                               |                               |                               |                               |                               |                               |                               |                               |                               |                               |
| Gary "Gaz" Beadle                       |                               |                               |                               |                               |                               |                               |                               |                               |                               |                               |                               |                               |                               |                               |                               |                               |                               |                               |                               |                               |                               |                               |                               |                               |                               |                               |                               |
| Charlotte Crosby                        |                               |                               |                               |                               |                               |                               |                               |                               |                               |                               |                               |                               |                               |                               |                               |                               |                               |                               |                               |                               |                               |                               |                               |                               |                               |                               |                               |
| Victoria "Vicky" Pattison               |                               |                               |                               |                               |                               |                               |                               |                               |                               |                               |                               |                               |                               |                               |                               |                               |                               |                               |                               |                               |                               |                               |                               |                               |                               |                               |                               |
| Greg Lake                               |                               |                               |                               |                               |                               |                               |                               |                               |                               |                               |                               |                               |                               |                               |                               |                               |                               |                               |                               |                               |                               |                               |                               |                               |                               |                               |                               |
| Rebecca Walker                          |                               |                               |                               |                               |                               |                               |                               |                               |                               |                               |                               |                               |                               |                               |                               |                               |                               |                               |                               |                               |                               |                               |                               |                               |                               |                               |                               |
| Scott "Scotty T" Timlin                 |                               |                               |                               |                               |                               |                               |                               |                               |                               |                               |                               |                               |                               |                               |                               |                               |                               |                               |                               |                               |                               |                               |                               |                               |                               |                               |                               |
| Daniel Thomas-Tuck                      |                               |                               |                               |                               |                               |                               |                               |                               |                               |                               |                               |                               |                               |                               |                               |                               |                               |                               |                               |                               |                               |                               |                               |                               |                               |                               |                               |
| Aaron Chalmers                          |                               |                               |                               |                               |                               |                               |                               |                               |                               |                               |                               |                               |                               |                               |                               |                               |                               |                               |                               |                               |                               |                               |                               |                               |                               |                               |                               |
| Martin "Marty" McKenna                  |                               |                               |                               |                               |                               |                               |                               |                               |                               |                               |                               |                               |                               |                               |                               |                               |                               |                               |                               |                               |                               |                               |                               |                               |                               |                               |                               |
| Sam Gowland                             |                               |                               |                               |                               |                               |                               |                               |                               |                               |                               |                               |                               |                               |                               |                               |                               |                               |                               |                               |                               |                               |                               |                               |                               |                               |                               |                               |
| Stephanie Snowdon                       |                               |                               |                               |                               |                               |                               |                               |                               |                               |                               |                               |                               |                               |                               |                               |                               |                               |                               |                               |                               |                               |                               |                               |                               |                               |                               |                               |
| Alexander MacPherson                    |                               |                               |                               |                               |                               |                               |                               |                               |                               |                               |                               |                               |                               |                               |                               |                               |                               |                               |                               |                               |                               |                               |                               |                               |                               |                               |                               |
| Adam Guthrie                            |                               |                               |                               |                               |                               |                               |                               |                               |                               |                               |                               |                               |                               |                               |                               |                               |                               |                               |                               |                               |                               |                               |                               |                               |                               |                               |                               |
| Chrysten Zenoni                         |                               |                               |                               |                               |                               |                               |                               |                               |                               |                               |                               |                               |                               |                               |                               |                               |                               |                               |                               |                               |                               |                               |                               |                               |                               |                               |                               |
| Dee Nguyen                              |                               |                               |                               |                               |                               |                               |                               |                               |                               |                               |                               |                               |                               |                               |                               |                               |                               |                               |                               |                               |                               |                               |                               |                               |                               |                               |                               |
| Grant Molloy                            |                               |                               |                               |                               |                               |                               |                               |                               |                               |                               |                               |                               |                               |                               |                               |                               |                               |                               |                               |                               |                               |                               |                               |                               |                               |                               |                               |
| Nick Murdoch                            |                               |                               |                               |                               |                               |                               |                               |                               |                               |                               |                               |                               |                               |                               |                               |                               |                               |                               |                               |                               |                               |                               |                               |                               |                               |                               |                               |
| Faith Mullen                            |                               |                               |                               |                               |                               |                               |                               |                               |                               |                               |                               |                               |                               |                               |                               |                               |                               |                               |                               |                               |                               |                               |                               |                               |                               |                               |                               |
| Bethan Kershaw                          |                               |                               |                               |                               |                               |                               |                               |                               |                               |                               |                               |                               |                               |                               |                               |                               |                               |                               |                               |                               |                               |                               |                               |                               |                               |                               |                               |
| Beau Brennan                            |                               |                               |                               |                               |                               |                               |                               |                               |                               |                               |                               |                               |                               |                               |                               |                               |                               |                               |                               |                               |                               |                               |                               |                               |                               |                               |                               |
| Natalie Phillips                        |                               |                               |                               |                               |                               |                               |                               |                               |                               |                               |                               |                               |                               |                               |                               |                               |                               |                               |                               |                               |                               |                               |                               |                               |                               |                               |                               |
| Tahlia Chung                            |                               |                               |                               |                               |                               |                               |                               |                               |                               |                               |                               |                               |                               |                               |                               |                               |                               |                               |                               |                               |                               |                               |                               |                               |                               |                               |                               |
| Amelia Lily                             |                               |                               |                               |                               |                               |                               |                               |                               |                               |                               |                               |                               |                               |                               |                               |                               |                               |                               |                               |                               |                               |                               |                               |                               |                               |                               |                               |
| Anthony Kennedy                         |                               |                               |                               |                               |                               |                               |                               |                               |                               |                               |                               |                               |                               |                               |                               |                               |                               |                               |                               |                               |                               |                               |                               |                               |                               |                               |                               |
| Louis Shaw                              |                               |                               |                               |                               |                               |                               |                               |                               |                               |                               |                               |                               |                               |                               |                               |                               |                               |                               |                               |                               |                               |                               |                               |                               |                               |                               |                               |
| Zahida Allen                            |                               |                               |                               |                               |                               |                               |                               |                               |                               |                               |                               |                               |                               |                               |                               |                               |                               |                               |                               |                               |                               |                               |                               |                               |                               |                               |                               |
| Miembros del reparto recurrente         |                               |                               |                               |                               |                               |                               |                               |                               |                               |                               |                               |                               |                               |                               |                               |                               |                               |                               |                               |                               |                               |                               |                               |                               |                               |                               |                               |
| Elettra Lamborghini                     |                               |                               |                               |                               |                               |                               |                               |                               |                               |                               |                               |                               |                               |                               |                               |                               |                               |                               |                               |                               |                               |                               |                               |                               |                               |                               |                               |
| Billy Phillips                          |                               |                               |                               |                               |                               |                               |                               |                               |                               |                               |                               |                               |                               |                               |                               |                               |                               |                               |                               |                               |                               |                               |                               |                               |                               |                               |                               |
| Chelsea Barber                          |                               |                               |                               |                               |                               |                               |                               |                               |                               |                               |                               |                               |                               |                               |                               |                               |                               |                               |                               |                               |                               |                               |                               |                               |                               |                               |                               |
| Eve Shannon                             |                               |                               |                               |                               |                               |                               |                               |                               |                               |                               |                               |                               |                               |                               |                               |                               |                               |                               |                               |                               |                               |                               |                               |                               |                               |                               |                               |
| Samuel "Sam" Bentham                    |                               |                               |                               |                               |                               |                               |                               |                               |                               |                               |                               |                               |                               |                               |                               |                               |                               |                               |                               |                               |                               |                               |                               |                               |                               |                               |                               |
| Sarah Goodhart                          |                               |                               |                               |                               |                               |                               |                               |                               |                               |                               |                               |                               |                               |                               |                               |                               |                               |                               |                               |                               |                               |                               |                               |                               |                               |                               |                               |
| Casey Johnson                           |                               |                               |                               |                               |                               |                               |                               |                               |                               |                               |                               |                               |                               |                               |                               |                               |                               |                               |                               |                               |                               |                               |                               |                               |                               |                               |                               |
| Jacob Blyth                             |                               |                               |                               |                               |                               |                               |                               |                               |                               |                               |                               |                               |                               |                               |                               |                               |                               |                               |                               |                               |                               |                               |                               |                               |                               |                               |                               |
| Jordan Brook                            |                               |                               |                               |                               |                               |                               |                               |                               |                               |                               |                               |                               |                               |                               |                               |                               |                               |                               |                               |                               |                               |                               |                               |                               |                               |                               |                               |
| Vicky Turner                            |                               |                               |                               |                               |                               |                               |                               |                               |                               |                               |                               |                               |                               |                               |                               |                               |                               |                               |                               |                               |                               |                               |                               |                               |                               |                               |                               |
| Jake Andrich                            |                               |                               |                               |                               |                               |                               |                               |                               |                               |                               |                               |                               |                               |                               |                               |                               |                               |                               |                               |                               |                               |                               |                               |                               |                               |                               |                               |
| Leah Bowley                             |                               |                               |                               |                               |                               |                               |                               |                               |                               |                               |                               |                               |                               |                               |                               |                               |                               |                               |                               |                               |                               |                               |                               |                               |                               |                               |                               |

     = Miembro del reparto es jefe en la temporada
     = Miembro del reparto es principal en la temporada
     = Miembro del reparto es recurrente en la temporada
     = Miembro del reparto es invitado en la temporada
     = Miembro del reparto no aparece en la temporada

### Otras Apariciones
Los miembros del reparto han participado en programas de competencia incluso ante de formar parte de Geordie Shore:
- The X Factor
  - Amelia Lily – Temporada 8 (2011) – 3° Lugar
- Celebrity Big Brother
  - Charlotte Crosby – Temporada 12 (2013) – Ganadora
  - Ricci Guarnaccio – Temporada 14 (2014) – 8° Lugar
  - Scott Timlin – Temporada 17 (2016) – Ganador
  - Marnie Simpson – Temporada 18 (2016) – 4° Lugar
  - Chloe Ferry – Temporada 19 (2017) – 12° Lugar
  - Amelia Lily – Temporada 20 (2017) – 2° Lugar
- I'm a Celebrity...Get Me Out of Here! Reino Unido
  - Vicky Pattison – Temporada 15 (2015) – Ganadora
- Hell's Kitchen Australia
  - Gaz Beadle – Temporada 1 (2017) – 2° Lugar
- Love Island UK
  - Sam Gowland – Temporada 3 (2017) – 8° Lugar
- I'm a Celebrity...Get Me Out of Here! Australia
  - Vicky Pattison – Temporada 4 (2018) – 4° Lugar
  - Charlotte Crosby – Temporada 6 (2020) – 5° Lugar
  - Natha Henry – Temporada 9 (2023) – 4° Lugar
- True Love or True Lies?: Amantes o Farsantes
  - Louis Shaw – Temporada 1 (2018) – Ganador
- All Star Shore
  - Bethan Kershaw – Temporada 1 (2022) – Eliminada
  - Chloe Ferry –  Temporada 1 (2022) – Abandonó
  - James Tindale – Temporada 1 (2022) – Ganador
  - Chantelle Conelly –  Temporada 2 (2023) – En Competencia
  - Marnie Simson –  Temporada 2 (2023) – En Competencia
- The Challenge

| Nombre        | Temporadas | Temporadas Ganadas        | Dinero Ganado |
| ------------- | --- | ------------------------- | ------------- |
| Dee Nguyen    | La Guerra de los Mundos, La Guerra de los Mundos 2, Demencia Total                                                                       | La Guerra de los Mundos 2 | $255,000      |
| Kyle Christie | Vendettas, Cálculo Final, La Guerra de los Mundos, La Guerra de los Mundos 2, Demencia Total, Agentes Dobles, Espías, Mentiras y Aliados | Ninguna                   | $70,625       |
| Zahida Allen  | La Guerra de los Mundos, La Guerra de los Mundos 2                                                                                       | Ninguna                   | $0            |

*Negrita: El participante llegó a la final de esa temporada.

## Spin-Offs
Judge Geordie: Se estrenó el 3 e junio de 2015 en MTV, finalizó el 5 de agosto de 2015 después de diez episodios. El programa documenta a Vicky Pattison mientras resuelve disputas entre amigos, parejas y familiares.
Goldie Shore: Radgies To Riches: Se estrenó el 8 de agosto de 2018 en Foxtel Australia los ocho episodios en simultáneo. Protagonizado por los participantes australianos de la decimoséptima temporada Alexander MacPherson, Chrysten Zenoni, Dee Nguyen y Nick Murdoch. En este programa los australianos se aventuran en el mundo de la fama luego de su aparición en Geordie Shore.
Geordie Shore: Los Originales: (en su idioma original Geordie Shore OG's) Inicialmente sería titulado como Geordie More. Su primera temporada se estrenó el 24 de agosto de 2019 en MTV y contó con seis episodios. En este programa Aaron Chalmers, Gaz Beadle, Holly Hagan y Marnie Simpson antiguos participantes de Geordie Shore atraviesan sus vidas como adultos llena de responsabilidad y compromisos. La segunda temporada se estrenó el 26 de febrero de 2020 y contó con ocho episodios, Sophie Kasei quién contó con un papel recurrente la primera temporada vuelve como principal. La tercera temporada se estrenó el 28 de octubre y concluyó el 30 de diciembre de 2020 después de diez episodios. Beadle y Kasei no regresaron al programa luego de la segunda temporada. La cuarta temporada se estrenó el 13 de julio de 2021, incluyendo nuevamente a Sophie Kasei como miembro principal.

## Recepción
En una columna para Metro, Christopher Hooton describe el reality show como "un caleidoscopio llamativo de seis paquetes, disparos, peleas, sexo oral simulado y pechos al aire", pero dijo que la crítica del reality show fue inútil debido a su intención, señalando que "ser sorprendido por la lascivia de Geordie Shore es como ser sorprendido por la falta nutrientes en un ramen instantáneo". Chi Onwurah ha descrito la serie como "bordean la pornografía", y anunció que se plantea llevar su denuncia al Parlamento acerca de los temas tratados por el programa. El programa ha sido un éxito continuo para MTV UK. Newcastle también se ha beneficiado del espectáculo por un aumento del turismo. Los hoteles y las agencias de viajes han atribuido un aumento de las reservas, hasta tres de cuatro veces en 2012 con respecto a 2011, debido a la popularidad del programa
La temporada 12 cuenta con el episodio más visto hasta la fecha, con un rating de 1.367.000, la audiencia máxima del programa. Además la temporada 12 es la más vista en promedio con 1.237.000 espectadores por semana.
La temporada 22 tiene actualmente el promedio de espectadores más bajo, con 131,000. Mientras que el episodio emitido el 7 de diciembre de 2021 (Temporada 22, Episodio 10) es actualmente el episodio menos visto en la historia del programa, siendo visto por solo 68,000 espectadores.

## Distribución en Internet
Los episodios sin censura están disponibles en UK iTunes Store el día después de que se emita el episodio. La temporada 1 también está disponible en Netflix en Reino Unido.